# Kbel (okres Plzeň-jih)
Obec Kbel se nachází v okrese Plzeň-jih, kraj Plzeňský. Žije zde 285 obyvatel.

## Historie
První písemná zmínka o obci pochází z roku 1352.

## Pamětihodnosti
- Kostel Všech svatých se hřbitovem
- Pohřebiště, archeologické naleziště
- Fara

## Části obce
- Kbel
- Babice
- Malinec
- Mečkov
- Nová Ves

Od 1. ledna 1976 do 31. srpna 1990 k obci patřilo i Vlčí.

## Galerie

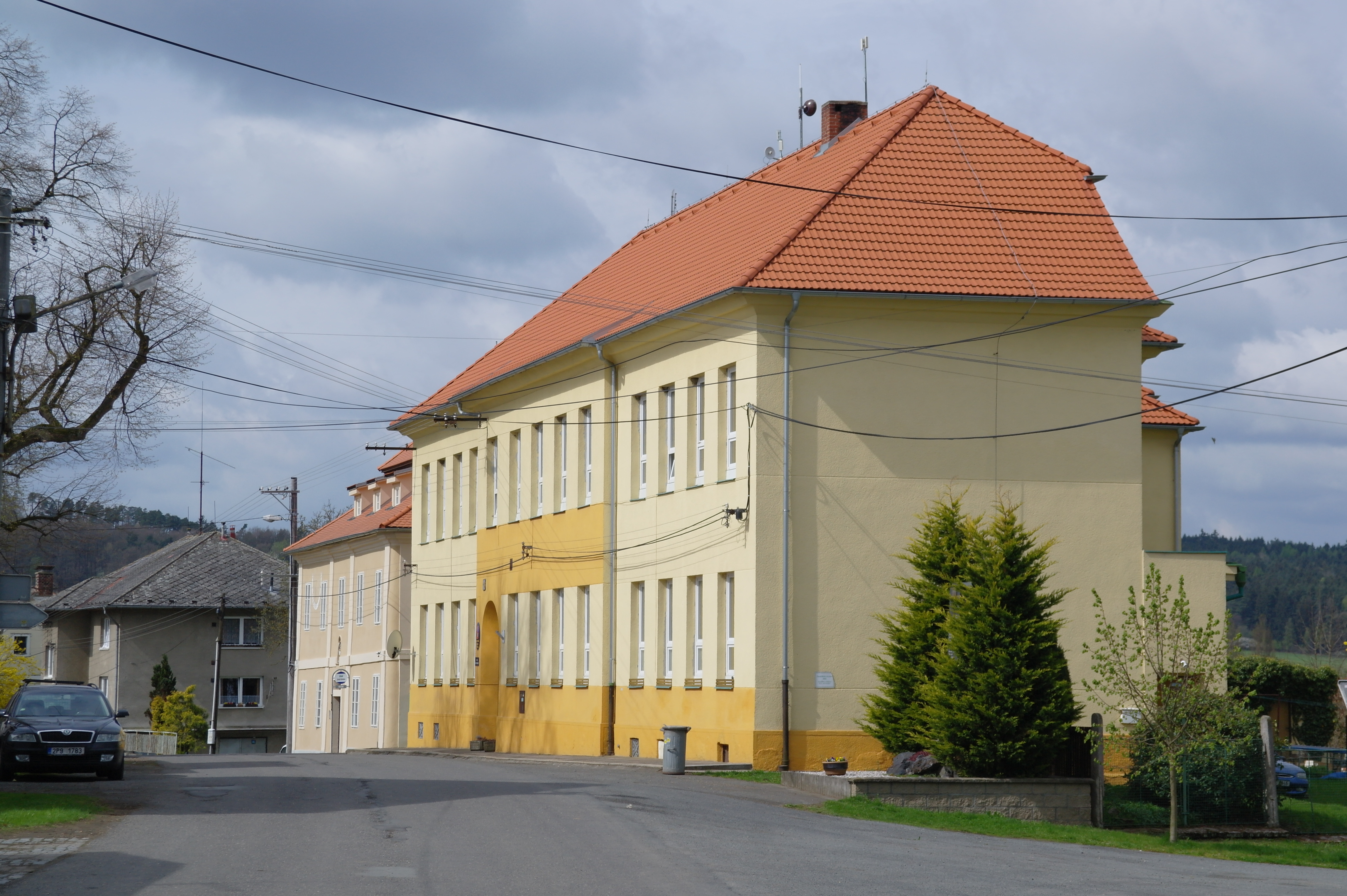
Budova školy
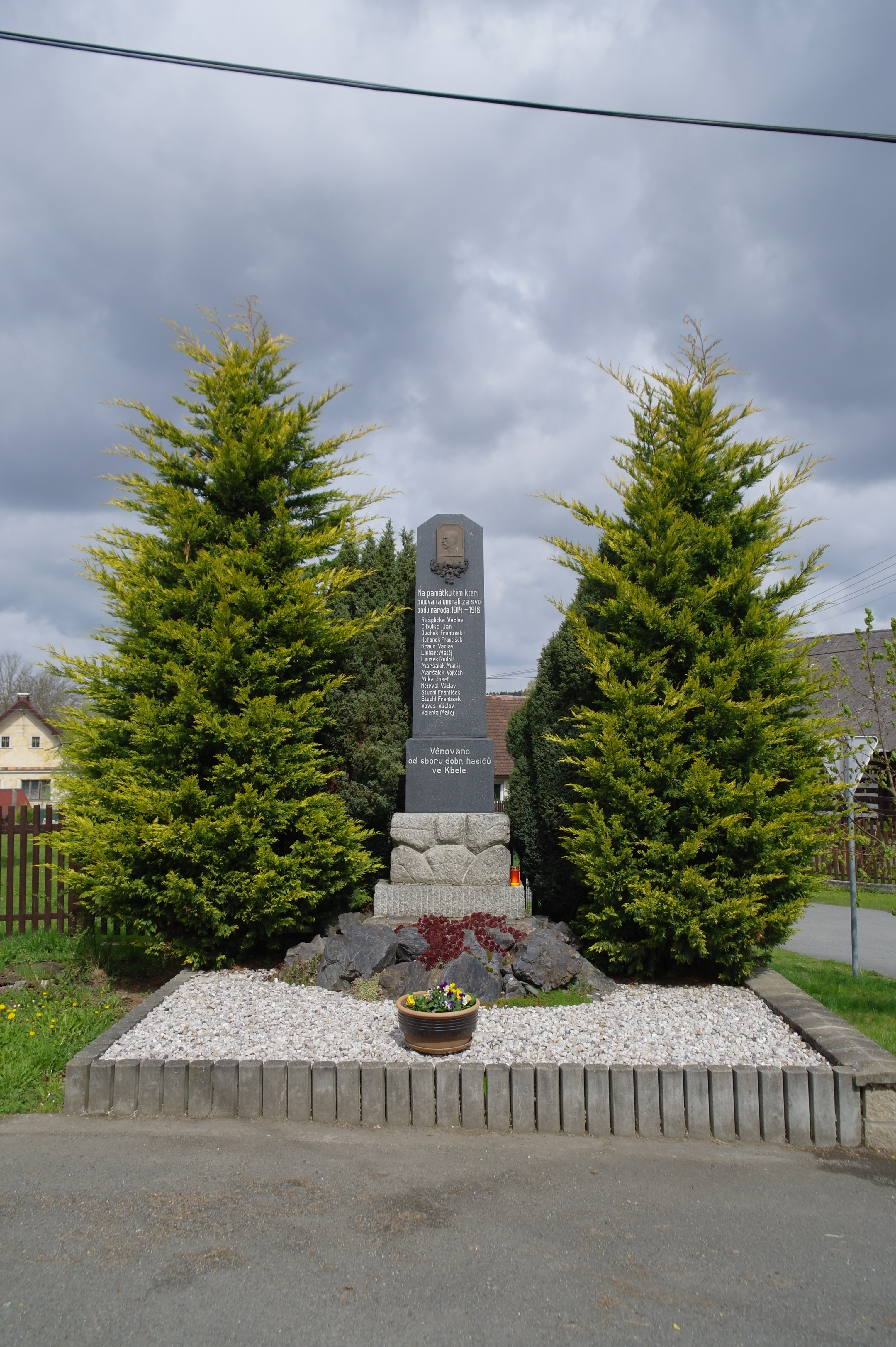
Památník obětem
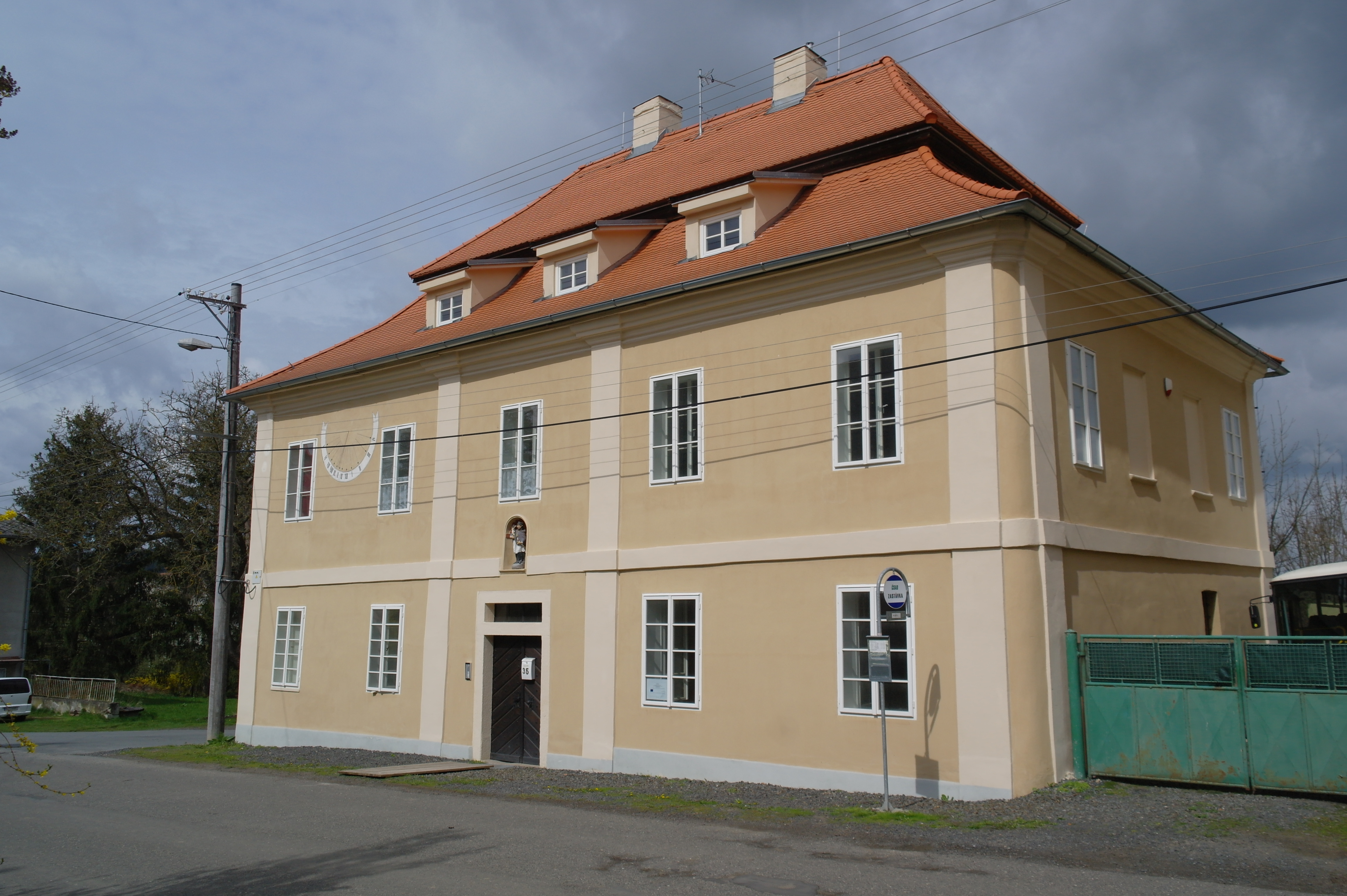
Dům č.p. 35
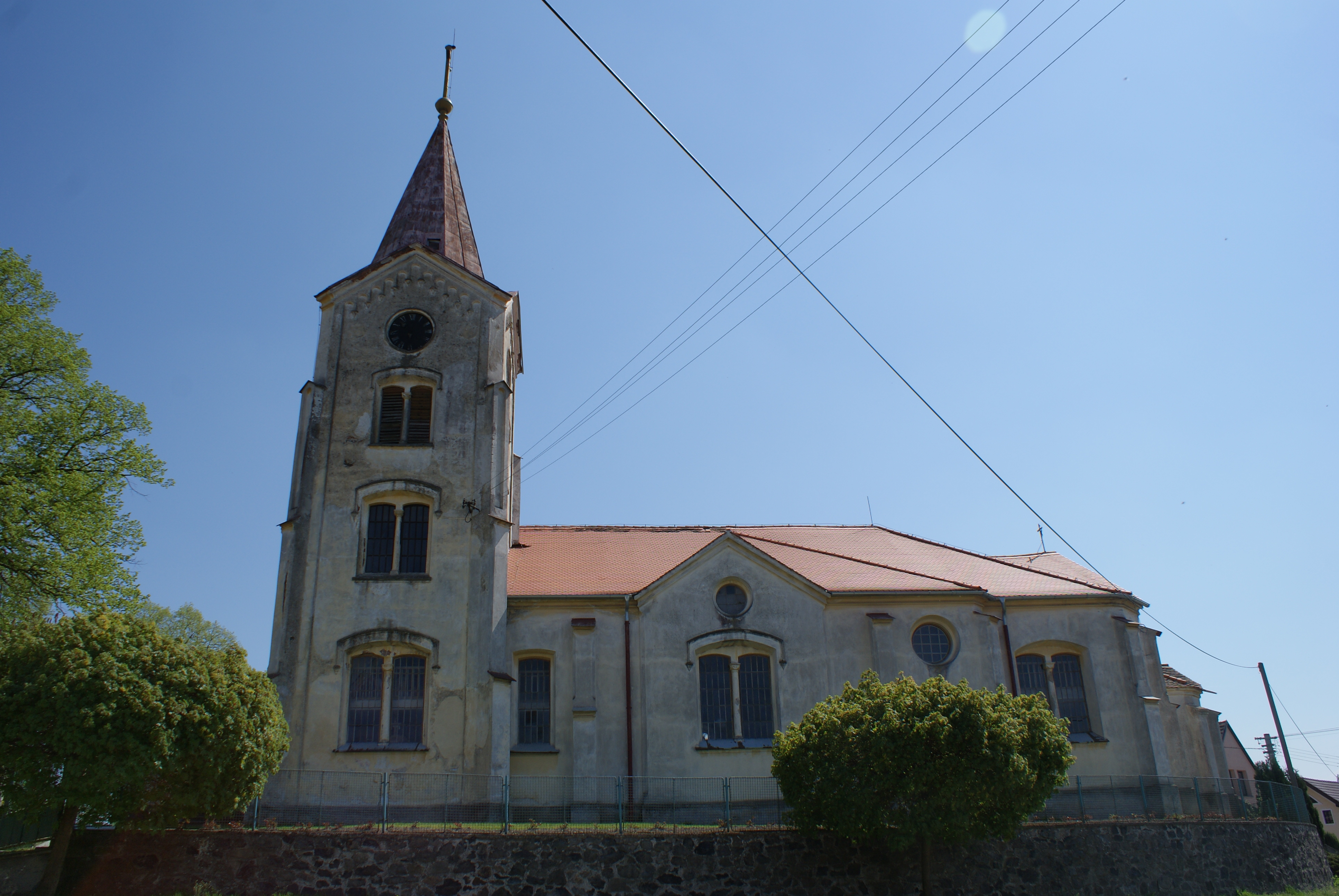
Kostel Všech svatých